# Hesperumia baltearia
Hesperumia baltearia är en fjärilsart som beskrevs av George Duryea Hulst 1880. Hesperumia baltearia ingår i släktet Hesperumia och familjen mätare. Inga underarter finns listade i Catalogue of Life.